# Карлос Прієто
Карлос Прієто  (ісп. Carlos Prieto, 2 лютого 1980) — іспанський гандболіст, олімпійський медаліст.

## Виступи на Олімпіадах
| Олімпіада  | Дисципліна | Місце |
| ---------- | ---------- | ----- |
| Пекін 2008 | гандбол    | 3     |